# Matt Walsh (commentator)
Matthew David Walsh (18 juni 1986) is een Amerikaanse conservatieve commentator en auteur.

## Carrière
Walsh begon zijn carrière als presentator bij het radiostation AM in Delaware, waarna hij in 2012 overstapte naar NewsRadio 630 WLAP uit Lexington. Vanaf oktober 2014 werd hij werkzaam voor The Blaze TV. Walsh leverde rond die tijd ook enkele schriftelijke bijdragen aan HuffPost. In oktober 2017 begon hij met schrijven voor The Daily Wire. Hij maakte sindsdien gastoptredens in onder meer Tucker Carlson Tonight, The Ingraham Angle, Fox and Friends en Dr. Phil.
Walsh' kanaal op YouTube behaalde in juni 2022 een miljoen abonnees.
Bij The Daily Wire presenteert Walsh sinds april 2018 de podcast The Matt Walsh Show, waarvan op werkdagen een aflevering van ongeveer een uur verschijnt. In juni 2022 kwam What Is a Woman? uit, een documentairefilm over genderidentiteit waarin Walsh aantreedt als presentator.
In 2023 uitte Walsh kritiek op de opvoedkundige rol van de moeder van Jazz Jennings, die een transitie onderging en psychische en fysieke complicaties ondervond. Daarop ontstond een een mediadialoog tussen de twee personen.
In september 2024 verschijnt de film Am I Racist?, waarin Walsh vermomd thema's als diversiteit, gelijkheid en inclusiviteit onderzoekt.

## Privé
Walsh is getrouwd en heeft samen met zijn vrouw zes kinderen, onder wie twee sets tweelingen. De familie woont in Nashville. Walsh is praktiserend katholiek.

## Filmografie
- 2022: What Is a Woman?
- 2023: Lady Ballers
- 2024: Am I Racist?

- Library of Congress Control Number: no2017042982
- Virtual International Authority File: 438149196366374790582
- WorldCat: E39PBJfH4b4tC898Xkhv6hHHmd